# Руда (приток Белоуса)
Руда (укр. Руда) — правый приток Белоуса, протекающий по Черниговскому району (Черниговская область, Украина).

## География
Длина — 21 или 15 км. Русло реки (отметки уреза воды) в среднем течении (восточнее села Селянская Слобода) находится на высоте 132,3 м над уровнем моря.
Русло слабо-извилистое. Долина в нижнем течении реки изрезана оврагами и промоинами.
Река берёт начало в селе Жукотки (Черниговский район). Река течёт на северо-восток, в нижнем течении — восток. Впадает в Белоус (на 12-м км от её устья) непосредственно севернее села Новый Белоус (Черниговский район).
Пойма вне населённых пунктов занята заболоченными участками и лесами. Крупных притоков не имеет. Большая часть русла (кроме приустьевой части и истоков) и её пойма занята Рудковским заказником. 
Населённые пункты на реке (от истока к устью):
- Жукотки
- Селянская Слобода